# Psyllaephagus abbreviatus
Psyllaephagus abbreviatus är en stekelart som först beskrevs av Hoffer 1963.  Psyllaephagus abbreviatus ingår i släktet Psyllaephagus och familjen sköldlussteklar. Inga underarter finns listade i Catalogue of Life.